# Aarle (Best)
Aarle (Brabants: Aarzel) is een buurtschap
in de gemeente Best, in de Nederlandse provincie Noord-Brabant. De buurtschap is gelegen tussen Best en Oirschot.
De buurtschap bestaat uit een open akker met aan de westzijde daarvan een straatnederzetting. Ten zuidwesten ligt de Amelrijk Bootshoeve, wat eertijds de centrale hoeve was van de hertogelijke lenen in deze omgeving. Reeds in 1312 is een leenman op deze hoeve bekend, namelijk Dirk Willemszoon van Aarle. In 1471 stichtte leenman Amelrijk Boot het tweede gasthuis van Oirschot. De hoeve werd geschonken als fundatiegoed aan dit gasthuis.

## Sint-Annakapel
Van belang in Aarle is de Sint-Annakapel. Deze bevindt zich op een kleine verhoogde brink en er staan fraaie Lindebomen omheen.
Het ontstaan van deze kapel berust op een legende volgens welke een zwangere gravin complicaties had zodat voor haar leven werd gevreesd. De graaf beloofde een kapel te bouwen voor de heilige Anna, patrones van aanstaande moeders, indien het leven van moeder en kind zouden worden gered. Aldus geschiedde. Later kwamen mensen er bidden om gespaard te worden van dysenterie en pest. Er waren nog pestepidemieën in 1557 en 1587.
De oorspronkelijke houten kapel moet hier zeker in de eerste helft van de 16e eeuw hebben gestaan. De oorspronkelijke houten kapel werd in 1628 vervangen door een stenen exemplaar, door toedoen van de Bestse priester Joannes Audenhoven. Na in verval te zijn geraakt na 1648 werd ze mogelijk in leem herbouwd. In 1837 kwam er weer een bakstenen gebouwtje. De kapel bevat gebrandschilderde ramen van Cor Donkers en een 18e-eeuws beeld van Anna te Drieën. Dit beeld stond tot 1868 in de oude parochiekerk van Best. In 1951 werd de kapel hersteld door kunstschilder Toon Ninaber van Eyben uit Boxtel. Hij maakte ook decoratieve schilderingen in de kapel. Voor de kapel staat een beeld van de heilige Joachim.
Tegenwoordig is de kapel een rijksmonument.
Hoofdplaats: Best      Buurtschappen: Aarle · De Vleut

Noord-Brabant: Steden en dorpen      Nederland: Provincies · Gemeenten